# Erycibe timorensis
Erycibe timorensis är en vindeväxtart som beskrevs av Hallier f. och Hoogl. Erycibe timorensis ingår i släktet Erycibe och familjen vindeväxter. Inga underarter finns listade i Catalogue of Life.